# Christmas Wrapping
«Christmas Wrapping» —en español, «Envoltorio de Navidad»— es una canción navideña de la banda estadounidense de new wave, The Waitresses. Fue lanzado por primera vez en el álbum recopilatorio de 1981 A Christmas Record en ZE Records, y también aparece en el EP 1982 de Waitresses, I Could Rule the World if I Could only Get the Parts y numerosos álbumes compilados de vacaciones de Navidad. Fue escrito y producido por Chris Butler, con voz de Patty Donahue. La canción recibió críticas positivas y AllMusic la describió como «una de las mejores canciones pop navideñas jamás grabadas».